# Krupljanka
Krupljanka je naziv za sustav pećina kod Uskoplja, Bosna i Hercegovina.
Pećinski sustav se nalazi u Krupi iznad vrela Krušćice, desne pritoke Vrbasa. Pećinski kanali su povezani s izvorom Kruščice.
Pećine su prvi put istraživane 1970-ih, a najznačajnija istraživanja obavljena su 2003. godine kada je organiziran speleološki kamp.